# 蕭孋珠
蕭孋珠（1955年—），本名蕭麗珠，台灣嘉義市人，台灣前女歌手、綜藝節目主持人，有「蕃茄姑娘」、「阿珠」等稱號。

## 提要
蕭孋珠的父親喜愛國樂，晚上悠閒時就拉胡琴自娛，蕭孋珠因此也喜愛國樂。她國小五年級時加入該校國樂團，學的是揚琴，曾經代表嘉義市參加台灣省全省國樂比賽獲得冠軍。蕭孋珠國中畢業後，全家遷至台北市，她考進中國文化學院音樂專修科國樂組，主修聲樂，副修揚琴。某年暑假，她參加歌林唱片「歌林之星」歌唱比賽，以高亢圓潤的嗓音連過六關，最後以閩南語歌曲《送君珠淚滴》與黃梅調歌曲《郊道》獲得冠軍，獲得獎金新台幣三萬元與一台歌林公司彩色電視機，而且與歌林唱片簽下兩年唱片合約，當時她18歲。1974年，她休學進入歌壇，由於歌林唱片與日本古倫美亞有長期合作關係，她得以迅速前往日本發行第一張日文單曲唱片《潮路》(三浦康照作詞，和田香苗作曲)，是她踏進日本唱片市場的第一首歌曲；並發行中文版《真情》(林煌坤作詞)。

蕭孋珠第一張唱片《真情》封面

蕭孋珠的嗓音比當時台灣其他女歌手豪邁，她成了唱愛國歌曲與武俠連續劇主題曲的熱門人選。她原唱的愛國歌曲有《風雨生信心》（貢敏作詞，駱明道作曲）等，她原唱的武俠連續劇主題曲有《萬古流芳》（莊奴作詞，林家慶作曲）、《飛燕驚龍》（晨曦作詞，呂子厚作曲）、《大漢兒女》等。1979年3月5日，中視開始在每日開播時固定播放她原唱的歌曲《美好的今天》（劉家昌作詞作曲），稱為「開播曲」。
蕭孋珠首次主持綜藝節目，是受製作人程大衡之命接手主持中視綜藝節目《萬紫千紅》。1980年2月16日，蕭孋珠主持中視春節特別節目《春江花月夜》，製作人周宜新亦為綜藝節目《六燈獎》製作人。
蕭孋珠以唱國語流行音樂歌曲為主。1980年代後半期，她也兼唱閩南語流行音樂歌曲，在歌林唱片發行兩張閩南語唱片《閩南情》與《盛情女子》。她離開歌林唱片之後，跳槽巨星唱片，發行國語專輯《流星戀曲》、國語專輯《得不到的愛情》、閩南語專輯《黃昏的海岸》等，成為她歌唱事業最後作品。
1984年3月18日，蕭孋珠獲頒第19屆金鐘獎女歌唱演員獎。她也为1986年新加坡廣播局古装连续剧《绝代双雄》演唱主题曲与插曲。1990年10月，她與交往12年的孫源德在新加坡結婚，從此定居新加坡，退出演藝圈。
蕭孋珠退出演藝圈後，有些歌曲被後起的歌手置入或翻唱；前者如《真情》被置入彭佳慧《聽到你一聲再會》（李姚作詞，李偉菘作曲），後者如《迎著風的女孩》（翻唱自Izhar Cohen與Alphabeta合唱的《A-Ba-Ni-Bi》，陳雲山作中文詞，Nurit Hirsch作曲）被庾澄慶翻唱並改名為《愛你的只有一個我》。

## 音樂作品

### 個人專輯

#### 歌林唱片
|    | 專輯名稱       | 發行日期 | 備註 |
| -- | -------------- | -------- | ---- |
| 01 | 真情           | 1974.09  |      |
| 02 | 海鷗之歌       | 1974.12  |      |
| 03 | 一簾幽夢       | 1975.02  |      |
| 04 | 愛的呢喃       | 1975.05  |      |
| 05 | 小女兒的心願   | 1975.09  |      |
| 06 | 楓紅層層       | 1975.11  |      |
| 07 | 金色的影子     | 1976.01  |      |
| 08 | 訴情           | 1976.04  |      |
| 09 | 愛的眼睛       | 1976.06  |      |
| 10 | 就從今夜起     | 1976.08  |      |
| 11 | 蝴蝶谷         | 1976.12  |      |
| 12 | 你我再相逢     | 1977.03  |      |
| 13 | 青色山脈       | 1977.06  |      |
| 14 | 愛在我心       | 1977.10  |      |
| 15 | 小小世界妙妙妙 | 1977.12  |      |
| 16 | 處處聞啼鳥     | 1978.07  |      |
| 17 | 踩在夕陽裏     | 1978.10  |      |
| 18 | 雙飛燕         | 1979.02  |      |
| 19 | 忘憂草         | 1979.07  |      |
| 20 | 流水‧落花‧春去 | 1979.09  |      |
| 21 | 彩霞滿天       | 1979.11  |      |
| 22 | 迎著風的女孩   | 1980.05  |      |
| 23 | 媽媽的背影     | 1980.11  |      |
| 24 | 中國民謠第一集 | 1981.04  |      |
| 25 | 勿忘我         | 1982.03  |      |
| 26 | 不可抗拒的愛   | 1983.05  |      |

#### 巨星唱片
|    | 專輯名稱     | 發行日期 | 備註     |
| -- | ------------ | -------- | -------- |
| 27 | 流星戀曲     | 1983.12  |          |
| 28 | 得不到的愛情 | 1984.04  |          |
| 29 | 黃昏的海岸   | 1985.01  | 台語專輯 |

#### 歌林唱片
|    | 專輯名稱   | 發行日期 | 備註           |
| -- | ---------- | -------- | -------------- |
| 30 | 千萬種聲音 | 1985.11  | 國語與台語專輯 |
| 31 | 閩南情     | 1988.03  | 台語專輯       |
| 32 | 盛情女子   | 1990.07  | 台語專輯       |

### 精選集
|    | 專輯名稱                    | 發行公司     | 發行日期 | 備註 |  |
| -- | --------------------------- | ------------ | -------- | ---- |  |
| 01 | 蕭孋珠十年暢銷集錦          | 歌林唱片     | 1984.04  |      |  |
| 02 | 蕭孋珠番茄姑娘金曲精選專輯1 | 歌林天龍音樂 | 1998.04  |      |  |
| 03 | 蕭孋珠番茄姑娘金曲精選專輯2 | 歌林天龍音樂 | 1998.04  |      |  |
| 04 | 蕭孋珠番茄姑娘金曲精選專輯3 | 歌林天龍音樂 | 1999.02  |      |  |
| 05 | 蕭孋珠天碟大賞              | 天碟唱片     | 2001.1   |      |  |
| 06 | 遇見真情                    | 喜瑪拉雅音樂 | 2004.12  | 雙CD |  |
| 07 | 蕭孋珠經典復刻盤1           | 是明企業     | 2009.12  |      |  |
| 08 | 蕭孋珠經典復刻盤2           | 是明企業     | 2009.12  |      |  |
| 09 | 蕭孋珠經典復刻盤3           | 是明企業     | 2009.12  |      |  |
| 10 | 蕭孋珠經典復刻盤4           | 是明企業     | 2009.12  |      |  |
| 11 | 真情＊一簾幽夢              | 音樂之橋     | 2015.11  | 雙CD |  |
| 12 | 真情 金曲精選專輯           | 歌林天龍音樂 | 2017.02  | 雙CD |  |

### 海外專輯
|    | 專輯名稱     | 發行公司       | 發行日期 | 備註 |
| -- | ------------ | -------------- | -------- | ---- |
| 01 | 黃梅調與小調 | 新加坡白雲唱片 | 1985.X   |      |
| 02 | 心雨         | 新加坡白雲唱片 | 1986.05  |      |
| 03 | 中國老歌精粹 | 新加坡白雲唱片 | 1987.11  |      |

### 單曲
|    | 曲名 | 發行公司       | 發行日期 | 備註     |
| -- | ---- | -------------- | -------- | -------- |
| 01 | 潮路 | コロムビア唱片 | 1974,06  | 日語單曲 |

### 日文專輯
|    | 專輯名稱     | 發行公司       | 發行日期 | 備註 |
| -- | ------------ | -------------- | -------- | ---- |
| 01 | さよなら初恋 | コロムビア唱片 | 1974,11  |      |

### 主持
- 中視《萬紫千紅》（第一代主持人為李慧慧）
- 中視《大舞台》（第一代主持人為李靜美、徐風）
- 中視《夜之頌》
- 中視《蕭孋珠專輯》（蕭孋珠1983年電視專輯，完全室內取景；首播時間：1983年底）[13]
- 中視《鳥語茶香：蕭孋珠專輯》（蕭孋珠1985年電視專輯，完全室外取景；首播時間：1985年12月15日22:10～23:10）
- 中視《銀河星座》之《蕭孋珠專輯》（純歌唱節目《銀河星座》中的蕭孋珠1985年電視專輯，完全室內取景；錄影時間：1985年11月10日[14]；首播時間：1985年）